# Bad Medicine
Singles de Bon Jovi
Never Say Goodbye
(1987) Born to Be My Baby
(1988)
Clip vidéo
[vidéo] « Bad Medicine », sur YouTube
Bad Medicine est une chanson du groupe de rock américain Bon Jovi extraite de leur quatrième album studio, New Jersey, paru le 19 septembre 1988.
Le 3 septembre 1988, environ deux semaines avant la sortie de l'album, la chanson a été publiée en single. C'était le premier single tiré de cet album.
Bad Medicine a atteint la 1re place dans le Hot 100 du magazine américain Billboard, devenant la troisième chanson du groupe Bon Jovi à atteindre la 1re place aux États-Unis.